# Latopilumnus tubicolus
Latopilumnus tubicolus is een krabbensoort uit de familie van de Pilumnidae. De wetenschappelijke naam van de soort is voor het eerst geldig gepubliceerd in 1985 door Türkay & Schuhmacher.